# Ruma (Illinois)
Ruma – wieś w Stanach Zjednoczonych, w stanie Illinois, w hrabstwie Randolph.